# Marija Cvetek
Marija Cvetek, slovenska pisateljica, etnologinja, pedagoginja in publicistka, * 1. september 1948, Srednja vas v Bohinju.

## Življenje
Iz slovenščine in primerjalne književnosti je diplomirala l. 1976 na  Filozofski fakulteti v Ljubljani. Poučevala je na osnovni šoli v Kamniku in Mengšu, nato je bila bibliotekarka slavističnega in slovenističnega oddelka Filozofske fakultete v Ljubljani.
Raziskuje folklorno pripovedništvo (bajeslovje, bohinjske folklorne pripovedi in bajeslovna dediščina v literaturi). Največ pozornosti namenja bohinjski duhovni in materialni dediščini.